# Nazionale maschile di football americano del Perù
La nazionale di football americano del Perù è la selezione maggiore maschile di football americano della LIFA che rappresenta il Perù nelle varie competizioni ufficiali o amichevoli riservate a squadre nazionali.

## Dettaglio stagioni

### Riepilogo partite disputate
| Anno             | Luogo        | Evento                             | Fase del torneo | Incontro                    | Risultato |
| 31 gennaio 2016  | Huixquilucan | Copa America Football America 2016 |                 | Perù - Yaks de Bogotà       | 28 - 0    |
| 4 febbraio 2016  | Huixquilucan | Copa America Football America 2016 |                 | Botafogo Challengers - Perù | 9 - 7     |
| 25 novembre 2017 | Antofagasta  | Pacific Bowl                       |                 | Cile - Perù                 |           |